# Cadrema bataviae
Cadrema bataviae är en tvåvingeart som beskrevs av Becker 1911. Cadrema bataviae ingår i släktet Cadrema och familjen fritflugor. Inga underarter finns listade i Catalogue of Life.